# 資訊及通訊科技教育
資訊及通訊科技教育，簡稱ICT教育，是將資訊及通訊應用至教育層面，並運用硬體設施和政策的實施來促進該等教育。目前各國都致力於發展ICT教育的領域，以增加在知識產業時代的國家科技產業與經濟實力。

## ICT教育範疇
ICT將資訊和通訊科技與教育學習結合，目的是為了讓知識更快速的傳播和拓展知識網路，同時也藉由ICT得以動態性降低成本，與快速傳遞變遷資訊的特性，滿足現今以知識為基礎的經濟時代裡，需要大量知識傳播與成長的需求。
ICT教育指涉的範疇，不僅是在校園教學中，利用電子媒介儲存、執行或呈現資訊，配合硬體設備如電子書包、電子黑板、螢幕擴大機、點字鍵盤和有聲文書等，與經過培訓的師資整合，達到教與學相長的效果，進而改善一般或弱勢學生的學習環境；由政治團體、中介機構、多元媒介的公司贊助，以社群、特殊團體的方式出現在學習市場中，朝向「網路社會」發展，使校園以外的社會或公司企業的學習者，得以透過網路等數位科技終身學習，亦為ICT應用在教育中的目標之一。除了涉及教育媒體工業、網路科技產業的相關發展，文化創意產業中數位內容產業的影音、遊戲和動畫等，如今也被大量運用於ICT教育中，使教育的軟體設計也能有進一步的創新。

## ICT教育硬體設備

### 電子黑板
即液晶光能手寫板，柔性液晶與書寫技術光能黑板是是利用雙液態液晶的特性，壓力書寫及可在液晶螢幕表面時能夠顯示明亮顏色，書寫時無須插電，利用壓力感應書寫，用手指也可以寫字，功耗極低，可當草稿紙或手繪板或留言版或備忘錄。另外光能黑板無塵無墨，較傳統的黑板環保，且粉筆和顏料繪圖化學成分也會影響到身體健康。

### 電子書包
是一種個人可以隨身攜帶，具電腦的運算、儲存和傳送數位資料、 無線通訊等功能，並支援使用者在不同場地，進行各種有效學習方式的工具。

### 有聲書
有聲書是一種個人或多人依據文稿，並藉著不同的聲音表情，和錄音格式所錄製的作品，常見的有聲書格式有錄音帶、CD、數位檔（例如MP3）以及DAISY格式(又稱數位無障礙資訊系統)。

## ICT教育政策和實施

### ICT教育政策和實施
各國致力於ICT教育的目標和方向都不同，而實行ICT教育的方式與政策面向也不同。ICT教育除了設備與科技結合外，也與教育內容和載體有關。

### 形式和方式
ICT教育可透過資訊及通訊科技知識的教學達到提升與實踐，程式的編碼、通訊技術的學習、電腦素養的培訓等等都屬ICT教育的範圍。
ICT教育包含學校等教育機構運用科技來進行教育工作的行動，例如規劃使用ICT教育的設備（如：電子黑板、有聲書等）進行教學提高對於ICT教育科技設備的熟習度。亦包含ICT師資的培訓，可利用學校內部網路資源應用，連結教師專業以及知識創造學生藉由科技接觸教材的來源，亦可使用遠距教學等新型態的科技教育以提升教育成效，另外OECD國家也提出「e-learning」的學習方案，以及英國運用ICT教育制定終身學習方案，使ICT教育不只能落實於校園，亦屬於ICT教育政策和實施的內容與方式。

### 具體實例
OECD國家不遺餘力地在各國推動ICT教育的政策規劃實行，甚至成立專門的機構或委員會管理ICT教育的策畫與資訊流動，將ICT教育推向更高的層次，提升曝光率以外，也能增加資訊科技傳播的科普，進而達到民眾和政府的共識，使政策實踐得到更多支持以順利實施。而就臺灣現行的ICT教育政策施行狀態依然是由教育部管理，在國中、小教育安排電腦和資訊課的教授，傳授電腦知識培養學生的科技素養，但還未有如同OECD國家的規畫完整與積極。

## 各國ICT教育現況

### 日本
日本從2010年開始推動「未來學校推動事業」計畫，計畫的目的就是要實驗利用ICT教育的成果。日本也每年舉行「全國ICT教育首長協議會」，討論執行狀況及未來目標。
日本ICT教育在2018的目標為：
- 一個班級放置三台學習電腦
- 大尺寸演示設備、實際投影儀，高速互聯網、無線區域網達到100%
- 每四所學校配置一位ICT支持人員

### 澳洲
為培育澳洲學生數位世界應具備的生活能力及為進階教育數位知識。澳洲政府投資逾澳幣 24 億元支援中小學資訊傳播技術整合計畫。
澳洲數位教育革命推動下列數項重大計畫： 
- 「全國中學電腦基金」：為數位教育革命核心補助要素，該基金協助公私立中學購置新電腦及其他 ICT 設備。目標為學生與電腦人機比為 1：1。

- 「ICT 創新基金」：澳洲政府也投資澳幣 1,600 萬元於「ICT 創新基金」，幫助提升教師的 ICT 專業能力。

- 「線上課程支援方案」： 澳洲政府支援澳洲國家課程的實施，整合數位課程於課堂教學，可分享學前、小學至中學英語、歷史等等。

### 英國
英國推動互動電子白板擴展計畫。在2009年，將近100%的英國中小學擁有互動電子白板。組成Central team促進教學品質與使用ICT教學的標準，提供訓練器材及優良實務示範等，並給予地方機關技術指導。
其包含：
- 全面建置電子白板
- 教師團隊與培訓
- 免費分享教學內容
- 業者提供建置服務